# Дубова Балка (Бєлгородська область)
Дубова Балка (рос. Дубовая Балка) — хутір у Корочанському районі Бєлгородської області Російської Федерації.
Населення становить 0 осіб. Входить до складу муніципального утворення Плотавецьке сільське поселення.

## Історія
Населений пункт розташований у східній частині української суцільної етнічної території — східній Слобожанщині.
Згідно із законом від 20 грудня 2004 року № 159 від 20 грудня 2004 року органом місцевого самоврядування є Плотавецьке сільське поселення.

## Населення
| 2002 | 2010 |
| ---- | ---- |
| 8    | ↘0   |